# Karl Friedrich (Maler)
Karl Ludwig Ferdinand Friedrich (* 21. Dezember 1898 in Magdeburg; † 12. Oktober 1989 ebenda) war ein deutscher Maler, Grafiker und Kunstgewerbelehrer.

## Leben
Friedrich war ein Sohn des Karl (Carl) Friedrich († 1963), Büroangestellter in dem Grusonwerk in Magdeburg und dessen Frau Margarethe (geborene Lamps). Er wuchs in Magdeburg-Buckau und in Ahlbeck auf. Seiner Tante Henny (die Schwester seiner Mutter) war mit Eduard Oeste verheiratet. Bereits im Alter von 15 Jahren stellte er erste Farbholzschnitte aus. Von 1913 bis 1917 besuchte er die Kunstgewerbe- und Handwerkerschule Magdeburg und setzte seine Ausbildung anschließend an der Hochschule für Bildende Kunst in Berlin, an der Privatschule von Hans Baluschek sowie an der Kunstschule Weimar bei Max Thedy fort.
Neben den Motiven aus Magdeburg fertigte er auch eine Reihe von Bildern aus der Hauptstadt, die sich teilweise in den dortigen Museen befinden. Um sich seinen Lebensunterhalt zu verdienen, arbeitete er von 1932 bis 1933/34 als Hilfslehrer an der Kunstgewerbe- und Handwerkerschule Magdeburg und 1933/34 als Lehrassistent dieser Schule in Berlin. Hier sollte er „durch Studien im Naturkundemuseum, im Zoologischen Institut, in der Anatomie der Universität usw. einen Lehrplan für ‚figurale Grundelemente‘“ erstellen, der „Standardsituationen aus der Tierwelt von der Zelle bis zu charakterischen Bewegungsabläufen enthalten sollte.“
Während des Zweiten Weltkriegs gab er im Rahmen der Kampagne „Kraft und Freude“ privaten Zeichenunterricht. Zu seinen Schülern zählte von ca. 1935 bis 1945 der Schönebecker Maler und Grafiker Werner Tübke. Am Ende des Krieges kam er bis Mitte 1946 in englische Kriegsgefangenschaft und kehrte anschließend nach Magdeburg zurück. Von 1955 bis 1958 wirkte er als Dozent an der dortigen Fachschule für Bauwesen und unterrichtete „geometrisches Zeichnen, Projektion und Perspektive“. Friedrich betätigte sich nebenbei als Restaurator für Museen, arbeitete für private Sammler, für den staatlichen Kunsthandel sowie als Dozent an der Volkshochschule und an einer Betriebsschule der staatlichen Handelsorganisation.
Friedrich unternahm Reisen durch Deutschland und Italien und war für seine „mit fast fotografischer Genauigkeit gemalten Aquarelle von Kirchen, Häusern und Stadtlandschaften […] bekannt. […] Die Einhaltung gestalterischer Grundregeln, wie etwa die der Zentralperspektive, war ihm […] oberstes Gesetz.“ Er bezeichnete sich selbst als „Magdeburger Spitzweg“ und war Mitglied des Künstlervereins St. Lukas.

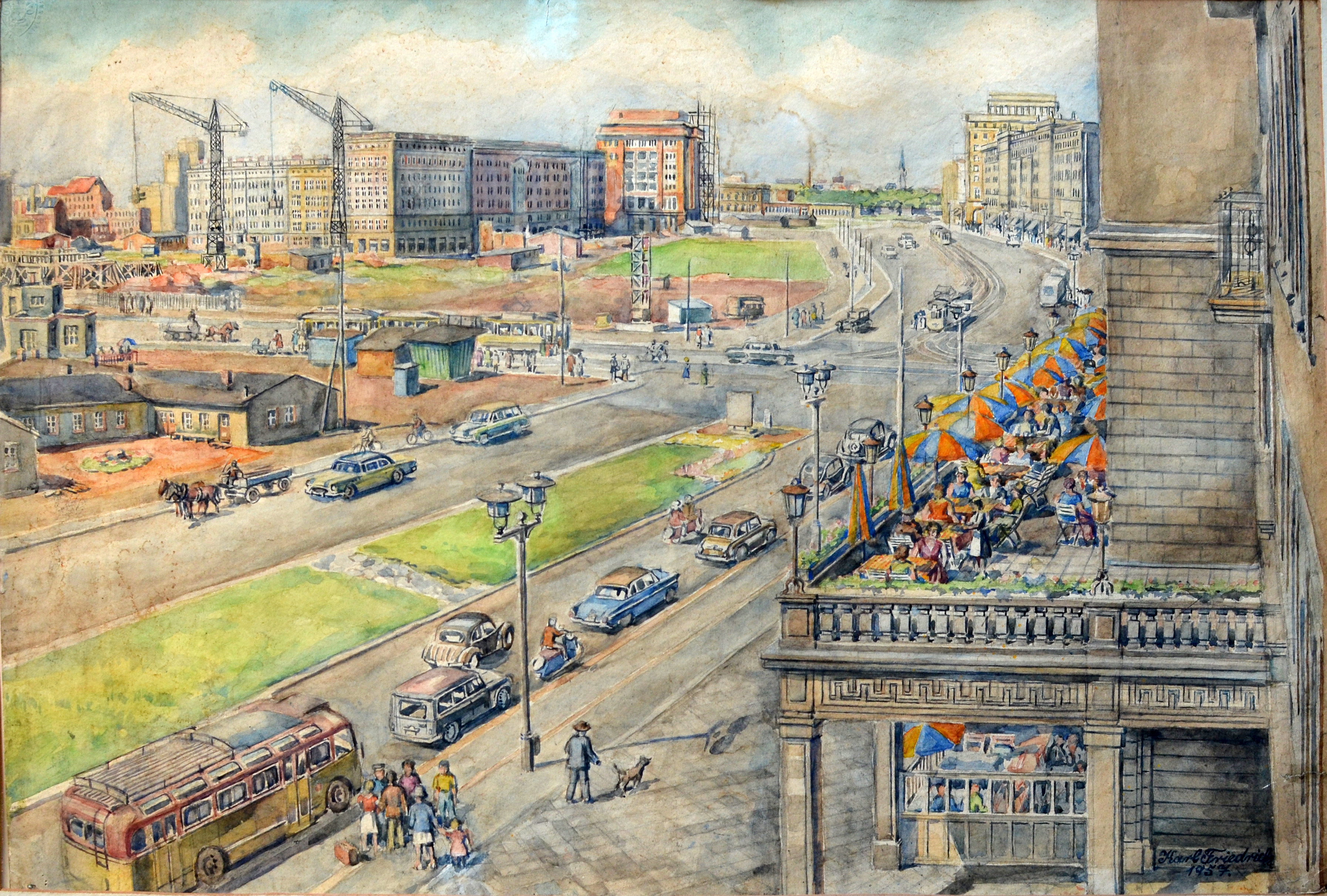
Wilhelm-Pieck-Allee, 1957

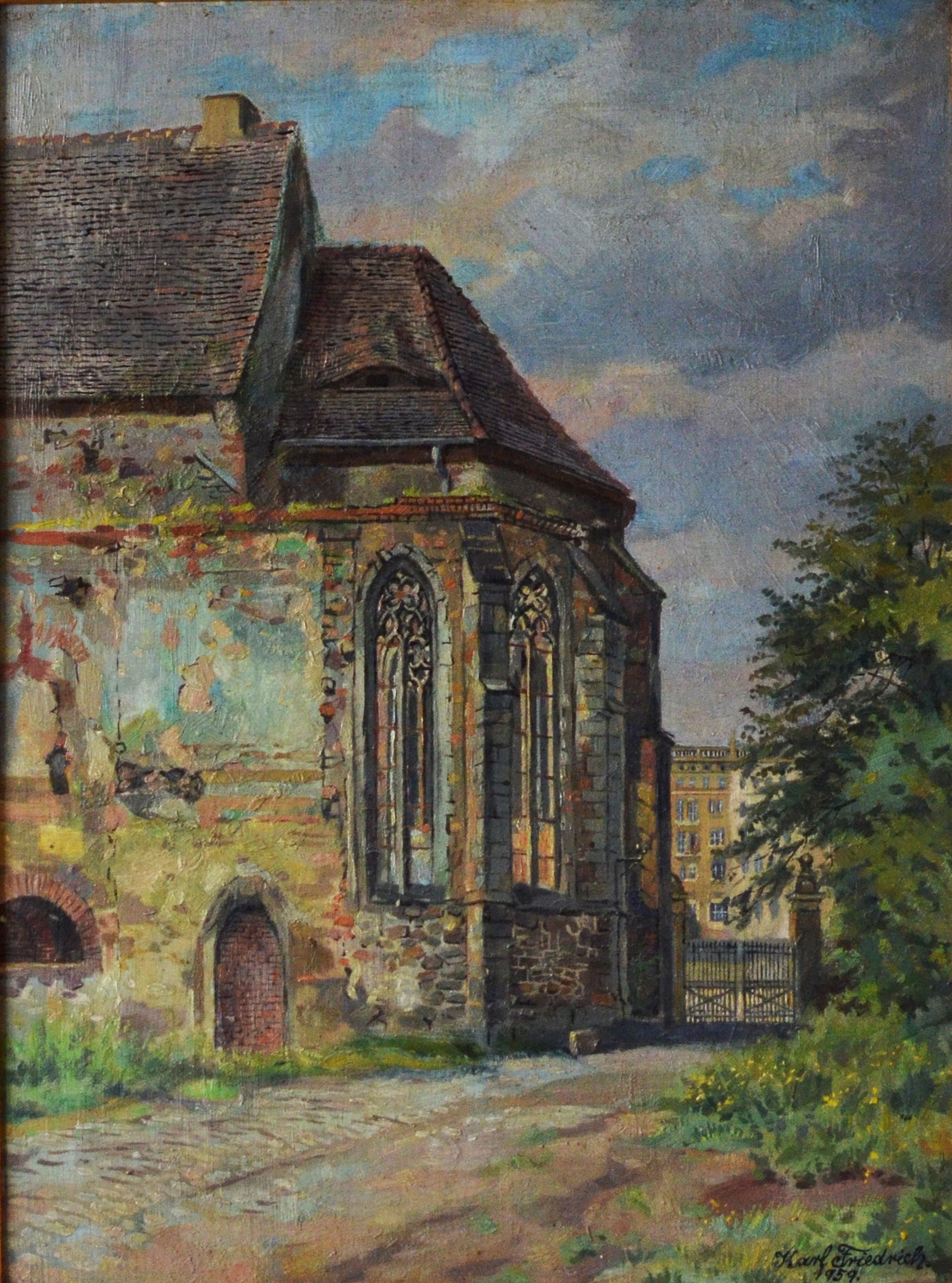
Magdeburg Heiliggeistkirche, 1959

Zuletzt wohnte er in der Wilhelm-Pieck-Allee 10 (teilweise in einigen Quellenangaben auch als Wilhelm-Pieck-Straße bezeichnet) in Magdeburg. 1989, kurz vor der Wende, starb er im Krankenhaus. Er wurde am 26. Oktober 1989 auf dem Waldfriedhof in Magdeburg begraben.
Nach dem Tode des Malers hat das Kunst- und Antikhaus Magdeburg den künstlerischen Nachlass gekauft.

## Werke (Auswahl)
- Kühe auf der Weide, Aquarell, 1925
- Bildnis seines Großvaters Lamps (in Privatbesitz gewesen, vermutlich verschollen)
- Magdeburger Dom von der anderen Elbeseite, Gemälde 1957
- Technische Uhren, 1932; Ansicht der Langen Straße in Rostock, 1949; Der Neue Saitenhalter Nach System Zöphel, 1951; Aufbau Magdeburg Karl-Marx-Straße, 1953; Hofseitige Ansicht der Fachwerkhäuser an der Berliner Fischerstraße, 1964; Berliner Hinterhof, Deutsches Historisches Museum, Berlin
- Die Lautenspielerin, Ölgemälde ca. 1963; Fachwerkhaus Cracau Prester Buckau, Gemälde 1965, Kunst- und Antikhaus Magdeburg
- Türkische Kleinstadt, Öl/Leinwand, 1972